# (2315) Tchécoslovaquie
(2315) Tchécoslovaquie est un astéroïde de la ceinture principale.

## Description
(2315) Tchécoslovaquie est un astéroïde de la ceinture principale. Il fut découvert le 19 février 1980 à l'observatoire Kleť par Zdeňka Vávrová. Il présente une orbite caractérisée par un demi-grand axe de 3,01 UA, une excentricité de 0,10 et une inclinaison de 10,7° par rapport à l'écliptique.

## Compléments